# Západni Sosyk
Západni Sosyk (del ruso: Западный Сосык) es un jútor del raión de Staromínskaya del krai de Krasnodar, en Rusia. Está situado en la orilla izquierda del río Sosyka, afluente del río Yeya, frente a Storozhi Pervye, 17 km al sureste de Staromínskaya y 157 km al norte de Krasnodar, la capital del krai. Tenía 318 habitantes en 2010.
Pertenece al municipio Kúibyshevskoye.